# Helmut Gschwendtner
Helmut Gschwendtner (* 30. Oktober 1938 in Großkarolinenfeld, Bayern) ist ein deutscher Wirtschaftswissenschaftler und Hochschullehrer.

## Leben und Wirken
Bevor Helmut Gschwendtner 1964 die Reifeprüfung auf dem Abendgymnasium in München ablegte, absolvierte er ab 1954 eine Lehrzeit bei der Deutschen Bundesbahn und arbeitete dort anschließend im nichttechnischen Dienst. Von 1964 bis 1968 studierte er Volkswirtschaftslehre an der Universität München und legte dort 1968 die Prüfung zum Diplom-Volkswirt ab. Einige Monate war er als wissenschaftlicher Mitarbeiter beim Institut für Wirtschaftsforschung (Ifo) in München tätig, anschließend von 1968 bis 1969 wissenschaftlicher Assistent an der Technischen Universität Berlin bzw. bis 1974 an der Universität München am Lehrstuhl von Hans Fecher. Im Jahre 1973 promovierte er in München zum Dr. rer. pol. Von 1974 bis 1976 war Gschwendtner als wissenschaftlicher Referent am Institut für Angewandte Wirtschaftsforschung in Tübingen tätig und arbeitete anschließend bis 1978 mit einem Stipendium der Deutschen Forschungsgemeinschaft an seiner Habilitation an der Eberhard Karls Universität Tübingen. Die Lehrbefugnis als Privatdozent erlangte er dort 1980. Im Wintersemester 1982/83 vertrat er eine Professur für Volkswirtschaftslehre an der Universität Mainz. Zuletzt übernahm er eine Professur an der Universität Lüneburg.
Während seiner Tätigkeit am Institut für Angewandte Wirtschaftsforschung (Tübingen) hat Gschwendtner mehrere wissenschaftliche Gutachten im Auftrag der baden-württembergischen Landesregierung erarbeitet. Außerdem beschäftigte er sich mit Problemen des Wirtschaftswachstums und der Umweltökonomie.

## Veröffentlichungen (Auswahl)
- Ungleichgewichtige Wachstumsprozesse und Globalsteuerung. Ein Ansatz zur Integration von Beschäftigungs-, Konjunktur- und Wachstumstheorie (= Europäische Hochschulschriften, Reihe 5, Bd. 61). Lang, Frankfurt/M. 1973, ISBN 3-261-01032-0 (Dissertation Universität München).
- Wirtschaftswachstum und Energieverbrauch in Baden-Württemberg. Gutachten im Auftrag des Staatsministeriums Baden-Württemberg. Institut für Angewandte Wirtschaftsforschung, Tübingen 1975.
- (Mitarb.): Die volkswirtschaftlichen Auswirkungen einer Liberalisierung des Ladenschlussgesetzes. Institut für Angewandte Wirtschaftsforschung, Tübingen 1976.
- Die Grenzen des Wachstums in einem neoklassischen Wachstumsmodell. In: Jahrbücher für Nationalökonomie und Statistik, Bd. 190 (1976), H. 2, S. 97–106.
- Fiskalpolitik und wirtschaftliche Stabilität. Eine Modellanalyse am Beispiel der Bundesrepublik Deutschland (= Tübinger wirtschaftswissenschaftliche Abhandlungen, Bd. 27). Mohr, Tübingen 1980, ISBN 3-16-343552-1 (Habilitationsschrift Universität Tübingen).
- Grenzen der Staatsverschuldung am Beispiel der Bundesländer. In: Beihefte der Konjunkturpolitik, Bd. 27 (1980), S. 19–32.
- Grenzen der Staatsverschuldung unter besonderer Berücksichtigung des Staatshaushaltes von Baden-Württemberg. Gutachten im Auftrag des Finanzministeriums Baden-Württemberg. Institut für Angewandte Wirtschaftsforschung, Tübingen 1981, ISBN 3-88573-016-2.
- Staatsverschuldung und finanzwirtschaftlicher Ausgabenspielraum. In: Finanzarchiv, Bd. 39 (1981), S. 306–318.
- Strukturelle Auswirkungen des Steuersystems. Gutachten im Auftrag des Bundesministers für Wirtschaft. Mit einer Simulationsanalyse von Werner Röger. Institut für Angewandte Wirtschaftsforschung, Tübingen 1983, ISBN 3-88573-021-9.
- Probleme des Staatshaushalts von Baden-Württemberg. In: Alfred Eugen Ott (Hrsg.): Die Wirtschaft des Landes Baden-Württemberg (= Schriften zur politischen Landeskunde Baden-Württembergs, Bd. 7). Kohlhammer, Stuttgart 1983, S. 147–164, ISBN 3-17-007953-0.
- Die Bedeutung öffentlicher Investitionen für die wirtschaftliche Entwicklung Baden-Württembergs. Gutachten im Auftrag des Ministeriums für Wirtschaft, Mittelstand und Technologie, Baden-Württemberg. Institut für Angewandte Wirtschaftsforschung, Tübingen 1989, ISBN 3-88573-036-7.
- Eine Neufundierung der postkeynesianischen Wachstumstheorie auf der Grundlage unvollkommener Märkte. In: Tycho Seitz (Hrsg.): Wirtschaftliche Dynamik und technischer Wandel [Alfred E. Ott zum 60. Geburtstag]. Fischer, Stuttgart 1989, S. 69–84, ISBN 3-437-50326-X.
- Umwelt als Kollektivgut. In: Zeitschrift für Umweltpolitik & Umweltrecht, Bd. 16 (1993), S. 55–71.
- Ökologische Grenzen des Wirtschaftswachstums. In: Edmund Brandt (Hrsg.): Perspektiven der Umweltwissenschaften. Nomos, Baden-Baden 2000, S. 107–122, ISBN 3-7890-6771-7.
- Ökologie und Umweltökonomik als Grundlagen der Umweltpolitik. Ein integrierter Ansatz. In: Martin Junkernheinrich (Hrsg.): Ökonomisierung der Umweltpolitik (= Angewandte Umweltforschung, Bd. 15). 2. Aufl. Analytica, Berlin 2002, S. 9–35, ISBN 3-929342-71-5.